# Félix Couchoro
Félix Couchoro  (* 30. Januar 1900 in Ouidah, Kolonie Dahomey; † 5. April 1968 in Lomé, Togo) war ein beninisch-togoischer Schriftsteller. Mit L'Esclave (deutsch Der Sklave) hat er 1929 den ersten beninischen Roman verfasst.

## Leben
Felix Couchoro wurde Ende Januar 1900 in der Hafenstadt Ouidah in der damaligen französischen Kolonie Dahomey, einem Vorläuferstaat Benins, geboren. Er besuchte eine katholische Schule und arbeitete danach eine kurze Zeit als Grundschullehrer. Im Jahr 1924 übernahm er in der südwestlich gelegenen Stadt Grand-Popo die Leitung der örtlichen Niederlassung eines französischen Handelsunternehmens. Fünf Jahre später erschien – als erster Roman des heutigen Benin und überhaupt als zweiter Roman, der von einem Afrikaner auf Französisch veröffentlicht wurde – sein Debütwerk L'Esclave. Herausgegeben wurde es in Paris von der Dépêche Africaine, die sowohl Zeitung war als auch als Verlag fungierte.
Im Jahr 1941 verließ Couchoro seinen Wohnsitz in Dahomey, um sich etwa 16 Kilometer weiter westlich in Togo niederzulassen und eine selbstständige Tätigkeit aufzunehmen. Für die während das Zweiten Weltkriegs unter der Führung von Sylvanus Olympio entstandene nationalistische Partei Comité de l’unité togolaise (CUT) engagierte sich Couchoro als Aktivist und schrieb für sie in mehreren Zeitungen. Nach einem Aufstand im Jahr 1952 musste er vor der Kolonialpolizei ins Exil fliehen, um einer Inhaftierung zu entgehen. Er ließ sich daraufhin in Aflao, der ghanaischen Grenzstadt zu Lomé, nieder und konnte von dort einige seiner togoischen Kunden weiter betreuen. 1958 war es ihm möglich, wieder eine Anstellung in Lomé anzunehmen. Als Togo 1960 die Unabhängigkeit erreichte, wurde Couchoro zum Redakteur des Informationsdienstes ernannt. 1965 trat er von diesem Posten zurück und starb am 5. April 1968 in Lomé.

## Veröffentlichungen (Auswahl)
- L'Esclave, 1929
- Amour de féticheuse, 1941
- Drama d'amour à Anecho, 1950
- L'héritage cette peste, 1963